# BowieNext - Nascita di una galassia
BowieNext - Nascita di una galassia è un film documentario del 2018 diretto da Rita Rocca.

## Trama
Bowienext - Nascita di una galassia è un film tributo collettivo internazionale ideato dalla giornalista italiana Rita Rocca. Alla realizzazione del film hanno partecipato i fan di tutto il mondo inviando video artistici e contributi grafici ispirati a David Bowie . Si tratta di un documentario originale sia nella struttura, non cronologica, ma anche nei contenuti. Non si tratta infatti del solito documentario biografico, bensì di un cut-up emozionale costruito su capitoli tematici che celebra l'artista e al contempo ne offre un aspetto inedito: quello di maestro di vita e motore di crescita per il suo pubblico. Nel documentario compaiono le interviste originali alla gran parte dei musicisti della band Bowie (Mike Garson, Earl Slick, G.A. Dorsey, Mark Plati, ecc)  e a personaggi dello spettacolo che hanno collaborato e conosciuto l'artista come il coreografo e danzatore britannico Lindsay Kemp, regista Dario Argento e l'attrice Sydne Rome  . Il documentario offre uno spaccato non solo sulla personalità di David Bowie ma sull'influenza non solo musicale, ma sulle vite stesse dei fan più appassionati.

## Distribuzione
Venne trasmesso per la prima volta in chiaro su Rai 5 il 13 giugno 2018. Il 24 febbraio 2019 è stato messo in onda su Rai 1 da Speciale TG1 in collaborazione con Rai Cultura .

## Colonna sonora
- David Bowie - Space oddity (Remix)
- David Bowie - Sound and vision
- Gladys Hyrtis Hulot - Life on Mars
- David Bowie - Ziggy Stardust (Demo)
- Marvin B. Naylor - Human god
- David Bowie - V-2 Schneider
- David Bowie - Bang bang (Dal vivo al Piper)
- David Bowie - A new career in a new town
- David Bowie - Ashes to ashes
- David Bowie - Blue Jean
- David Bowie - Little wonder
- David Bowie - Loving the alien
- David Bowie - Wild is the wind
- David Bowie - The heart's filthy lesson
- David Bowie - Speed of life
- Quince - Just a gigolo'
- David Bowie - Boys keep swinging
- David Bowie - Velvet goldmine
- David Bowie - Moonage Daydream (Arnold Corns Version)
- David Bowie - The shadow man
- David Bowie - Hang on to yourself (Arnold Corns Version)
- David Bowie - When I live my dream (Version 2)
- David Bowie - After all
- David Bowie - Memory of a free festival (Part 1)
- Miriam Serfass - Life on Mars
- David Bowie - Ziggy Stardust
- David Bowie - John, I'm only dancing
- David Bowie - Starman
- Bremner - Rock 'n' roll suicide
- Ambra Mattioli - I Can't give everything away
- Mandi Miller & Mark Wilson - Starman in the stars
- David Bowie - Lazarus
- Major Tom & Moonboys - Lazarus
- David Bowie - Blackstar
- Oliver Cosmann - Blackstar
- David Bowie - Heroes

## Altro
L'8 dicembre 2018 è uscito anche il libro dal Film "BowieNext - Ricordi, interviste e testimonianze sull'Uomo delle Stelle" di Rita Rocca e Francesco Donadio, edito da Arcana.